# Matej Tašner Vatovec
Matej Tašner Vatovec (tudi Matej T. Vatovec), slovenski politik in filozof, * 6. februar 1983, Koper, Slovenija.

## Življenje in delo
Rodil se je v Kopru. Oče je bil zaposlen na Srednji tehniški šoli Koper, mati pa v tovarni Lama Dekani. Obiskoval je Osnovno šolo Janka Premrla - Vojka v Kopru, pozneje pa Srednjo ekonomsko in družboslovno šolo Koper, kjer je pričel prebirati Freuda, Marxa in Nietzscheja. Za tem se je vpisal na novoustanovljeno Fakulteto za humanistične študije v Kopru. V tem času je tudi postal sekretar za izobraževanje pri Študentski organizaciji Univerze na Primorskem ter organiziral izobraževalne projekte, filmske večere, filozofski krožek in podobno. Diplomiral je leta 2006 z diplomskim delom "Pekel so ljudje: teorija pogleda v Sartrovi Bit in nič" (za katero je leta 2007 prejel univerzitetno nagrado Srečka Kosovela).

Po diplomi se je vpisal na podiplomski študij, med tem obdobjem pa je s Karlom Hmeljakom in Borutom Jermanom ustanovil Aktiv F3, neformalno organizacijo, ki je bila namenjena neformalnemu izobraževanju vrstnikov in mlajših generacij ter preseganju aktualne, precej osiromašene kulturne ponudbe. Ime F3 izvira iz Marxove 3. teze o Feuerbachu:
"Materialistični nauk, da so ljudje produkti okoliščin in vzgoje, spremenjeni ljudje torej produkti drugih okoliščin in predrugačene vzgoje, pozablja, da okoliščine spreminjajo ravno ljudje in da mora vzgojitelj sam biti vzgojen. Zato pripelje nujno do tega, da razdeli družbo na dva dela, od katerih je eden vzvišen nad družbo. (Npr. pri Robertu Owenu.)
Sovpadanje spreminjanja okoliščin in človeške dejavnosti je moči dojeti in racionalno razumeti le kot prevratno prakso."
V tem času se je tudi ukvarjal s prevajalstvom, pozneje pa se je zaposlil kot asistent in raziskovalec na Univerzi na Primorskem. V letu 2010 se je v okviru raziskovalne štipendije francoske vlade izpopolnjeval na CIEPFC Arhivirano 2016-09-28 na Wayback Machine. (Centre International d’Etude de la Philosophie Française Contemporaine) v Parizu. Leta 2012 je izšel njegov prevod knjige Pierra Bourdieuja Homo academicus.
Doktoriral je leta 2014 z nalogo "Pozaba domišljije: zgodovinske, filozofske in ekonomske okoliščine za vzpon in padec domišljije kot filozofskega koncepta".
Med drugim je soustanovitelj društva Svarog, kluba neodvisnega filma, režiser, scenarist in fotograf ter soavtor dveh kratkih filmov, (s)Prehod (2006) in V senci (2007).

## Politična kariera
Na predčasnih volitvah v Državni zbor leta 2014 je kandidiral v volilni enoti 2, v volilnem okraju Koper I, na listi Združene levice, kjer je tudi bil izvoljen. V 7. državnem zboru Republike Slovenije je bil namestnik vodje poslanske skupine Levice in me drugim predsednik Komisije za poslovnik. Bil je tudi član Nacionalne skupine Interparlamentarne unije v Državnem zboru. Ponovno je bil izvoljen za poslanca na predčasnih državnozborskih volitvah 3. junija 2018 in v 8. sklicu državnega zbora opravljal funkcijo vodje poslanske skupine Levica. Na listi Levice je bil izvoljen tudi na državnozborskih volitvah leta 2022 in ponovno zasedel mesto vodje poslanske skupine. V sledečih koalicijskih pogajanjih se ga je nekajkrat omenjalo kot kandidata za ministra za delo, družino, socialne zadeve in enake možnosti, a je nato ostal v poslanskih klopeh in vodja poslanske skupine Levice. Njegova žena Maja Tašner Vatovec je bila imenovana za vodjo kabineta ministra za delo, družino, socialne zadeve in enake možnosti Luke Mesca.
Med do sedaj vidnejšemi projekti, ki jih je predlagal, sta priznanje Palestine kot neodvisne države in izenačitev socialnih pravic raznospolnih in istospolnih parov.
Vatovčeva aktivnost glede Palestine in pozivi k odzivu mednarodne skupnosti so bili označeni za hipokritično v luči popolne odsotnosti obsodb ruske invazije na Ukrajino (tako po 2014 kot po 2022) in obsodb ruskih vojnih zločinov, politika »zmedenosti in medlosti«, ki jo zagovarja do Ukrajine pa kot točno to nad čemer se zgraža pri Izraelu.